# Serra Gran (Alcover)
La Serra Gran és una serra situada entre els municipis d'Alcover i la Riba a la comarca de l'Alt Camp, amb una elevació màxima de 723 metres.